# 4636 Chile
4636 Chile је астероид главног астероидног појаса са средњом удаљеношћу од Сунца која износи 2,613 астрономских јединица (АЈ).
Апсолутна магнитуда астероида је 12,9.